# Nati nel 1994/Aprile
| Questa pagina contiene informazioni ricavate automaticamente dalle voci biografiche con l'ausilio del template Bio e di un bot. L'aggiornamento è periodico e automatico e ricostruisce completamente la pagina. Se manca una persona in questa lista, sei pregato di non aggiungerla, ma accertati piuttosto che la sua voce biografica contenga il template Bio e che i dati anagrafici siano correttamente compilati. Se il template Bio manca, inseriscilo tu stesso o, in alternativa, metti l'avviso {{tmp\|Bio}} che ne segnala la mancanza. Se i dati riportati sono sbagliati, correggi direttamente la voce biografica; le modifiche saranno visibili in questa lista entro pochi giorni. Per chiarimenti vedi il progetto biografie. La lista contiene solo le 534 persone che sono citate nell'enciclopedia e per le quali è stato implementato correttamente il template Bio. Pagina aggiornata al 10 ago 2025. |

- 1º aprile - Martenne Bettendorf, pallavolista statunitense
- 1º aprile - Jonatan Brunner, giocatore di football americano svizzero
- 1º aprile - Dani Calvo, calciatore spagnolo
- 1º aprile - Bahnou Diarra, calciatore belga
- 1º aprile - Ella Eyre, cantante britannica
- 1º aprile - Trésor Ilunga, calciatore della Repubblica Democratica del Congo
- 1º aprile - Sara Lubrano, ex cestista italiana
- 1º aprile - Krystian Nowak, calciatore polacco
- 1º aprile - Brian Oliván, calciatore spagnolo
- 1º aprile - Nicolás Oróz, calciatore argentino
- 1º aprile - Geno P'et'riashvili, lottatore georgiano
- 1º aprile - Kevin Ramírez, calciatore uruguaiano
- 1º aprile - Dominic Samuel, calciatore inglese
- 1º aprile - Marc Andre Schmerböck, calciatore austriaco
- 2 aprile - Bilel Aouacheria, calciatore francese
- 2 aprile - Tyler Blackett, calciatore inglese
- 2 aprile - Elso Brito, calciatore olandese
- 2 aprile - Lorenzo Buzzi, schermidore italiano
- 2 aprile - Corey Coleman, ex giocatore di football americano statunitense
- 2 aprile - Alexander Fransson, calciatore svedese
- 2 aprile - Ricardo Goss, calciatore sudafricano
- 2 aprile - Daniel Guedes, calciatore brasiliano
- 2 aprile - Janik Haberer, calciatore tedesco
- 2 aprile - Robin Krauße, calciatore tedesco
- 2 aprile - Andrej Lukić, calciatore croato
- 2 aprile - Nethaneel Mitchell-Blake, velocista britannico
- 2 aprile - Alicia Ogoms, pallavolista canadese
- 2 aprile - Cristian Palomeque, calciatore colombiano
- 2 aprile - Darwin Pinzón, calciatore panamense
- 2 aprile - Sheldon Rankins, giocatore di football americano statunitense
- 2 aprile - Pascal Siakam, cestista camerunese
- 2 aprile - Dīmītrīs Zīsīs, pallavolista greco
- 2 aprile - Ambrosij Čačua, calciatore ucraino
- 3 aprile - Ahmed Alos, calciatore yemenita
- 3 aprile - Feng Bin, discobola cinese
- 3 aprile - Nicolás Figal, calciatore argentino
- 3 aprile - Christian Gartner, calciatore austriaco
- 3 aprile - Rory Gibbs, canottiere britannico
- 3 aprile - Viktor Granath, calciatore svedese
- 3 aprile - Rob Gray, cestista statunitense
- 3 aprile - Jeong Seung-hyun, calciatore sudcoreano
- 3 aprile - Frank Mason, cestista statunitense
- 3 aprile - Lily McMenamy, modella britannica
- 3 aprile - Brahian Peña, ostacolista dominicano
- 3 aprile - Josip Radošević, calciatore croato
- 3 aprile - Dylann Roof, criminale e terrorista statunitense
- 3 aprile - Srbuk, cantante armena
- 3 aprile - Mirco Turel, cestista italiano
- 3 aprile - Otso Virtanen, calciatore finlandese
- 4 aprile - Laura Adriani, attrice italiana
- 4 aprile - Giorgia Avenia, pallavolista italiana
- 4 aprile - Patrick Banggaard, ex calciatore danese
- 4 aprile - Yung Bleu, rapper e cantautore statunitense
- 4 aprile - Robert Carter, cestista statunitense
- 4 aprile - Oleksij Choblenko, calciatore ucraino
- 4 aprile - Choe Jun-yong, cestista sudcoreano
- 4 aprile - Darnell Fisher, ex calciatore inglese
- 4 aprile - Reuben Foster, giocatore di football americano statunitense
- 4 aprile - Jay Fulton, calciatore scozzese
- 4 aprile - Dīmītrīs Goutas, calciatore greco
- 4 aprile - Alëna Holubeva, cestista bielorussa
- 4 aprile - Takeshi Kanamori, calciatore giapponese
- 4 aprile - Aras Kaya, siepista e mezzofondista turco
- 4 aprile - Tomislav Kiš, calciatore croato
- 4 aprile - Alexander Marxer, calciatore liechtensteinese
- 4 aprile - Gregor Mühlberger, ciclista su strada austriaco
- 4 aprile - Chris O'Neal, attore e rapper statunitense
- 4 aprile - Giovanni Piccolomo, calciatore brasiliano
- 4 aprile - Joey Pollari, attore statunitense
- 4 aprile - Naeem Rahimi, calciatore afghano
- 4 aprile - Isaac Sackey, calciatore ghanese
- 4 aprile - Milan Savić, calciatore serbo
- 4 aprile - Rúben Semedo, calciatore portoghese
- 4 aprile - Thibang Phete, calciatore sudafricano
- 5 aprile - Mateusz Bieniek, pallavolista polacco
- 5 aprile - Jonathan Borja, calciatore ecuadoriano
- 5 aprile - Sam Bosworth, canottiere neozelandese
- 5 aprile - Alejandro Duarte, calciatore tedesco
- 5 aprile - Jennifer Geerties, pallavolista tedesca
- 5 aprile - Kang I-seul, cestista sudcoreana
- 5 aprile - Thea LaFond, triplista e altista dominicense
- 5 aprile - Thomas Murray, canottiere neozelandese
- 5 aprile - Netinho, calciatore brasiliano
- 5 aprile - Shamoli Ray, ex arciera bangladese
- 5 aprile - Edem Rjaïbi, calciatore tunisino
- 5 aprile - Richard Sánchez, calciatore statunitense
- 5 aprile - Simona Tabasco, attrice italiana
- 6 aprile - Braian Angola, cestista colombiano
- 6 aprile - Ildar Arslanov, ex ciclista su strada russo
- 6 aprile - Adrián Alonso, attore messicano
- 6 aprile - Simona Brown, attrice britannica
- 6 aprile - Fabien Frankel, attore britannico
- 6 aprile - Sebastián Gorga, calciatore uruguaiano
- 6 aprile - Šime Gržan, calciatore croato
- 6 aprile - Zeiko Lewis, calciatore bermudiano
- 6 aprile - Matúš Marcin, calciatore slovacco
- 6 aprile - Jalen Mills, giocatore di football americano statunitense
- 6 aprile - Niska, rapper francese
- 6 aprile - Jordan Parks, cestista statunitense
- 6 aprile - Ylli Sallahi, ex calciatore austriaco
- 6 aprile - Simone Scopelliti, pallavolista italiano
- 6 aprile - Jabar Sharza, calciatore afghano
- 7 aprile - Anthony Bajon, attore francese
- 7 aprile - Kingsley Boateng, ex calciatore ghanese
- 7 aprile - Lucas Ferreira Cardoso, calciatore brasiliano
- 7 aprile - Pierre Dejardin, pentatleta francese
- 7 aprile - Arthur Desmas, calciatore francese
- 7 aprile - Marko Dugandžić, calciatore croato
- 7 aprile - Keanu Ebanks, giocatore di football americano britannico
- 7 aprile - Roberto Gagliardini, calciatore italiano
- 7 aprile - Josh Hader, giocatore di baseball statunitense
- 7 aprile - Lee Geum-min, calciatrice sudcoreana
- 7 aprile - Marco Mathis, ex ciclista su strada e pistard tedesco
- 7 aprile - Paula Moltzan, sciatrice alpina statunitense
- 7 aprile - Montez, rapper e paroliere tedesco
- 7 aprile - Giōrgos Mygas, calciatore greco
- 7 aprile - Duckens Nazon, calciatore francese
- 7 aprile - Andries Noppert, calciatore olandese
- 7 aprile - Philip Roberts, calciatore inglese
- 7 aprile - Misael Rodríguez, pugile messicano
- 7 aprile - Pernell Schultz, calciatore guyanese
- 7 aprile - Devon Scott, cestista statunitense
- 7 aprile - Yūsuke Segawa, calciatore giapponese
- 7 aprile - Aleksandr Selichov, calciatore russo
- 7 aprile - Shi Jingnan, pattinatore di short track cinese
- 7 aprile - Miku Tashiro, judoka giapponese
- 7 aprile - Maria Therese Tviberg, ex sciatrice alpina norvegese
- 8 aprile - Kamil Al Aswad, calciatore bahreinita
- 8 aprile - Lorenzo Bruni, pallanuotista italiano
- 8 aprile - Reice Charles-Cook, calciatore grenadino
- 8 aprile - Kenneth Chipolina, calciatore gibilterriano
- 8 aprile - Feijão, calciatore brasiliano
- 8 aprile - Iker Hernández, calciatore spagnolo
- 8 aprile - László Kleinheisler, calciatore ungherese
- 8 aprile - Attila Lőrinczy, calciatore ungherese
- 8 aprile - Arienne Mandi, attrice statunitense
- 8 aprile - Yanis Mbombo, calciatore belga
- 8 aprile - Richárd Nagy, calciatore ungherese
- 8 aprile - Ifeadi Odenigbo, giocatore di football americano statunitense
- 8 aprile - Lourdes Oyarbide, ex ciclista su strada spagnola
- 8 aprile - Dario Šarić, cestista croato
- 8 aprile - Daniele Sorio, ex sciatore alpino italiano
- 8 aprile - Tang Mengni, sincronetta cinese
- 8 aprile - Tian Tao, sollevatore cinese
- 8 aprile - Jacob Une, calciatore svedese
- 9 aprile - Andreias Calcan, calciatore rumeno
- 9 aprile - Claude Gonçalves, calciatore francese
- 9 aprile - Catherine Harrison, tennista statunitense
- 9 aprile - Natacha Karam, attrice saudita
- 9 aprile - Mimmi Larsson, calciatrice svedese
- 9 aprile - Andrés Maldonado, calciatore venezuelano
- 9 aprile - Rosamaria Montibeller, pallavolista brasiliana
- 9 aprile - Fabian Moreau, giocatore di football americano statunitense
- 9 aprile - Landry Nnoko, cestista camerunese
- 9 aprile - Bladee, rapper, cantante e produttore discografico svedese
- 9 aprile - Brad Smith, calciatore australiano
- 10 aprile - Luiz Antonio Ferreira Rodrigues, calciatore brasiliano
- 10 aprile - Edoardo Lancini, calciatore italiano
- 10 aprile - Nerlens Noel, cestista statunitense
- 10 aprile - Saúl Ordóñez, mezzofondista spagnolo
- 10 aprile - Risa Ozaki, ex tennista giapponese
- 10 aprile - Nico Pandiani, calciatore uruguaiano
- 10 aprile - Chérif Traorè, rugbista a 15 italiano
- 10 aprile - Wu Zhiqiang, velocista cinese
- 10 aprile - Marita Zafra, attrice e ballerina spagnola
- 10 aprile - Leopold Zingerle, calciatore tedesco
- 11 aprile - Armen Ambartsumyan, calciatore russo
- 11 aprile - Bruno Armirail, ciclista su strada francese
- 11 aprile - Michael Chacón, calciatore olandese
- 11 aprile - Ihor Duc', calciatore ucraino
- 11 aprile - Mounia El Habbab, cestista italiana
- 11 aprile - Chaz Elder, giocatore di football americano statunitense
- 11 aprile - Hu, cantautrice, polistrumentista e tecnico del suono italiana
- 11 aprile - Jonas Grønner, calciatore norvegese
- 11 aprile - Duncan Laurence, cantautore olandese
- 11 aprile - Kimi Linnainmaa, giocatore di football americano finlandese
- 11 aprile - Marius Lundemo, calciatore norvegese
- 11 aprile - Tre Ming, calciatore britannico
- 11 aprile - Dakota Blue Richards, attrice britannica
- 11 aprile - Azər Salahlı, calciatore azero
- 11 aprile - Lindsey Wixson, modella statunitense
- 12 aprile - Lorena Andrea, attrice britannica
- 12 aprile - Eric Bailly, calciatore ivoriano
- 12 aprile - Julie Bergan, cantante norvegese
- 12 aprile - Adam Butler, giocatore di football americano statunitense
- 12 aprile - Milen Gamakov, calciatore bulgaro
- 12 aprile - Yannick Bangala Litombo, calciatore della Repubblica Democratica del Congo
- 12 aprile - Javier Marín, cestista spagnolo
- 12 aprile - Nikolina Milić, cestista bosniaca
- 12 aprile - Brandon O'Neill, calciatore australiano
- 12 aprile - Oh Se-hun, cantante, rapper e attore sudcoreano
- 12 aprile - Park Jeong-su, ex calciatore sudcoreano
- 12 aprile - Anastasiya Petryshak, violinista ucraina
- 12 aprile - Aleksandr Povarnicyn, biatleta russo
- 12 aprile - Guido Rodríguez, calciatore argentino
- 12 aprile - Saoirse Ronan, attrice irlandese
- 12 aprile - Derrick Sasraku, calciatore ghanese
- 12 aprile - Robin Summa, artista, attore e scrittore francese
- 12 aprile - Airi Suzuki, modella, cantante e attrice giapponese
- 12 aprile - Sem Verbeek, tennista olandese
- 12 aprile - Maxx Williams, giocatore di football americano statunitense
- 13 aprile - Mahmoud Kahraba, calciatore egiziano
- 13 aprile - Valentin Bauer, cestista austriaco
- 13 aprile - Veton Berisha, calciatore norvegese
- 13 aprile - Alexandra Carpenter, hockeista su ghiaccio statunitense
- 13 aprile - Niklas Geske, cestista tedesco
- 13 aprile - Alex Gogić, calciatore cipriota
- 13 aprile - Ángelo Henríquez, calciatore cileno
- 13 aprile - Seo Jee-won, sciatrice freestyle sudcoreana
- 13 aprile - Taylor Johns, cestista statunitense
- 13 aprile - Tiécoro Keita, calciatore maliano
- 13 aprile - Bruno Lamas, calciatore brasiliano
- 13 aprile - Julia Lohoff, tennista tedesca
- 13 aprile - Tortol Lumanza, calciatore belga
- 13 aprile - Ahmed Ayman Mansour, calciatore egiziano
- 13 aprile - Elvis Merzļikins, hockeista su ghiaccio lettone
- 13 aprile - Anthony Morse, cestista statunitense
- 13 aprile - Bara' Marei, calciatore giordano
- 13 aprile - Paul Ourselin, ciclista su strada francese
- 13 aprile - Steven Pereira, calciatore olandese
- 13 aprile - Willian Popp, calciatore brasiliano
- 13 aprile - Daniel Potts, calciatore inglese
- 13 aprile - Tat'jana Sorina, fondista russa
- 13 aprile - Kevin Tapoko, calciatore francese
- 13 aprile - Bahman Teymouri, lottatore iraniano
- 13 aprile - Chloé Trespeuch, snowboarder francese
- 13 aprile - Yang Lina, calciatrice cinese
- 13 aprile - Gints Zilbalodis, regista, animatore e sceneggiatore lettone
- 14 aprile - Sayed Baqer, calciatore bahreinita
- 14 aprile - Tian Bing, wrestler cinese
- 14 aprile - Flora Coquerel, modella francese
- 14 aprile - Maja Dahlqvist, fondista svedese
- 14 aprile - Nicole Edelman, pallavolista statunitense
- 14 aprile - Etienne van Empel, ciclista su strada olandese
- 14 aprile - Romeesh Ivey, calciatore panamense
- 14 aprile - Joan Sebastián Jaramillo Herrera, ex calciatore colombiano
- 14 aprile - Axcil Jefferies, pilota automobilistico zimbabwese
- 14 aprile - Murushid Juuko, calciatore ugandese
- 14 aprile - Nikola Kovačević, calciatore serbo
- 14 aprile - Melanie Leupolz, ex calciatrice tedesca
- 14 aprile - Jesse Makarounas, calciatore australiano
- 14 aprile - Giulia Merigo, calciatrice italiana
- 14 aprile - Julius Morris, velocista montserratiano
- 14 aprile - Marcus Posley, ex cestista statunitense
- 14 aprile - Pauline Ranvier, schermitrice francese
- 14 aprile - Skyler Samuels, attrice statunitense
- 14 aprile - Gyliano van Velzen, calciatore olandese
- 15 aprile - Katie Bowen, calciatrice neozelandese
- 15 aprile - Jacquees, cantautore e produttore discografico statunitense
- 15 aprile - Eleonora Bruno, pallavolista italiana
- 15 aprile - Stefan Hajdin, calciatore serbo
- 15 aprile - Jacob Hazel, calciatore nevisiano
- 15 aprile - Pierre Houin, canottiere francese
- 15 aprile - Jacob Hoyle, schermidore statunitense
- 15 aprile - Jannik Huth, calciatore tedesco
- 15 aprile - Gabriel Iancu, calciatore rumeno
- 15 aprile - Keita Karamokoba, calciatore guineano
- 15 aprile - Seybou Koita, calciatore nigerino
- 15 aprile - Denis Krestinin, cestista lituano
- 15 aprile - Elena Linari, calciatrice italiana
- 15 aprile - Shaunae Miller-Uibo, velocista bahamense
- 15 aprile - Carlos Augusto Rivas Murillo, calciatore colombiano
- 15 aprile - Ilaria Sanguineti, ciclista su strada e pistard italiana
- 15 aprile - Slobodan Urošević, calciatore serbo
- 15 aprile - Hauke Wahl, calciatore tedesco
- 15 aprile - Cláudio Winck, calciatore brasiliano
- 16 aprile - Onur Bulut, calciatore turco
- 16 aprile - Adrián Chapela, cestista spagnolo
- 16 aprile - Stefan Čolović, calciatore serbo
- 16 aprile - Midori Francis, attrice statunitense
- 16 aprile - Will Fuller, giocatore di football americano statunitense
- 16 aprile - Isaac Isinde, calciatore ugandese
- 16 aprile - Alhaji Kamara, calciatore sierraleonese
- 16 aprile - Renzo López, calciatore uruguaiano
- 16 aprile - Alexandra Malloy, pallavolista statunitense
- 16 aprile - Clarissa Marchese, modella e personaggio televisivo italiana
- 16 aprile - Sabiržan Muminov, saltatore con gli sci kazako
- 16 aprile - Liliana Mumy, attrice e doppiatrice statunitense
- 16 aprile - Anna Rose O'Sullivan, ballerina britannica
- 16 aprile - Ebony Obsidian, attrice statunitense
- 16 aprile - Stefano Padovan, calciatore italiano
- 16 aprile - Shogo Takahashi, lottatore giapponese
- 16 aprile - Birger Verstraete, calciatore belga
- 16 aprile - Eurico Nicolau de Lima Neto, calciatore brasiliano
- 17 aprile - Luis Alí, calciatore boliviano
- 17 aprile - Federico Anselmo, calciatore argentino
- 17 aprile - Emil Balayev, calciatore azero
- 17 aprile - Caroline Baur, ciclista su strada svizzera
- 17 aprile - Dario Čanađija, calciatore croato
- 17 aprile - Silvana Chojnowski, calciatrice tedesca
- 17 aprile - Cody Core, giocatore di football americano statunitense
- 17 aprile - Soel Costantin, hockeista su ghiaccio italiano
- 17 aprile - Roberta Diodato, giocatrice di calcio a 5 e ex calciatrice italiana
- 17 aprile - Alanna Goldie, schermitrice canadese
- 17 aprile - Amalie Iuel, ostacolista danese
- 17 aprile - Sebastian Kerk, calciatore tedesco
- 17 aprile - Julia Kykkänen, saltatrice con gli sci finlandese
- 17 aprile - Siamak Nemati, calciatore iraniano
- 17 aprile - Josh Newkirk, cestista statunitense
- 17 aprile - Dakota Skye, attrice pornografica statunitense († 2021)
- 17 aprile - Angelica Zacchigna, cantante e cantautrice italiana
- 18 aprile - Moisés Arias, attore statunitense
- 18 aprile - Jimmy Cabot, ex calciatore francese
- 18 aprile - Aminé, rapper e cantante statunitense
- 18 aprile - Moisés Delgado, calciatore spagnolo
- 18 aprile - Boubacar Diarra, calciatore maliano
- 18 aprile - Jordan Donica, attore e cantante statunitense
- 18 aprile - Michael Gregoritsch, calciatore austriaco
- 18 aprile - Ross Moriarty, rugbista a 15 britannico
- 18 aprile - Leuterīs Mpochōridīs, cestista greco
- 18 aprile - Francis Narh, calciatore ghanese
- 18 aprile - Martin Ovenstad, calciatore norvegese
- 18 aprile - Lucas Romero, calciatore argentino
- 18 aprile - Jakob Schneider, canottiere tedesco
- 19 aprile - Marko Alvir, ex calciatore croato
- 19 aprile - Tenille Arts, cantautrice canadese
- 19 aprile - Fábio Cardoso, calciatore portoghese
- 19 aprile - Caio Lucas Fernandes, calciatore brasiliano
- 19 aprile - Mara Green, pallavolista statunitense
- 19 aprile - Bria Holmes, cestista statunitense
- 19 aprile - Ilze Jākobsone, cestista lettone
- 19 aprile - Keone Kapisi, calciatore samoano
- 19 aprile - Benjamin Maier, bobbista austriaco
- 19 aprile - Christian Alonso Martínez Mena, calciatore costaricano
- 19 aprile - Rkomi, rapper e cantautore italiano
- 19 aprile - Andrés Mehring, calciatore argentino
- 19 aprile - Paul O'Donovan, canottiere irlandese
- 19 aprile - Oz Peretz, calciatore israeliano
- 19 aprile - Freya Ridings, cantautrice britannica
- 19 aprile - Michael Saeta, pallavolista statunitense
- 19 aprile - Sam Stanton, calciatore scozzese
- 19 aprile - Broderick Thompson, sciatore alpino canadese
- 19 aprile - Xu Xin, calciatore cinese
- 19 aprile - Alichan Žabrailov, lottatore russo
- 20 aprile - Riccardo Agostini, pilota automobilistico italiano
- 20 aprile - Celeste Boureille, calciatrice statunitense
- 20 aprile - Luka Bukić, pallanuotista croato
- 20 aprile - Erica De Matteis, modella italiana
- 20 aprile - Mattias Gauthier, giocatore di football americano statunitense
- 20 aprile - Kevin Harley, cestista francese
- 20 aprile - Ali Kaya, mezzofondista turco
- 20 aprile - Pavel Kuližnikov, pattinatore di velocità su ghiaccio russo
- 20 aprile - Yuri Lara, calciatore brasiliano
- 20 aprile - Riccardo Maestri, nuotatore italiano
- 20 aprile - Alexander Massialas, schermidore statunitense
- 20 aprile - Evan McGaughey, cestista statunitense
- 20 aprile - Gianni Moscon, ciclista su strada italiano
- 20 aprile - Anastasija Nedobiha, tuffatrice ucraina
- 20 aprile - Kassius Robertson, cestista canadese
- 20 aprile - Khaddi Sagnia, lunghista e triplista svedese
- 20 aprile - Jordan Thompson, tennista australiano
- 20 aprile - Pelin Uluksar, attrice turca
- 21 aprile - Ludwig Augustinsson, calciatore svedese
- 21 aprile - Andrew Benz, ex pallavolista statunitense
- 21 aprile - Iga Chojnacka, pallavolista polacca
- 21 aprile - Shaq Thompson, giocatore di football americano statunitense
- 21 aprile - Alfonso Herrero, calciatore spagnolo
- 21 aprile - Marcelo Lopes, calciatore portoghese
- 21 aprile - Mauricio Marin, cestista tedesco
- 21 aprile - Jaydon Mickens, giocatore di football americano statunitense
- 21 aprile - Adam Morgan, calciatore inglese
- 21 aprile - Filipe Santos Oliveira, calciatore portoghese
- 21 aprile - Jennie Simms, cestista statunitense
- 21 aprile - Vadym Straškevyč, calciatore ucraino
- 21 aprile - Mitchell Weiser, calciatore tedesco
- 21 aprile - Ana Rodrigues, nuotatrice portoghese
- 21 aprile - Aram Šaxnazaryan, ex calciatore armeno
- 22 aprile - Efe Ajagba, pugile nigeriano
- 22 aprile - Aristides Aquino, giocatore di baseball dominicano
- 22 aprile - Giulia Arena, attrice, conduttrice televisiva e ex modella italiana
- 22 aprile - Julieta Armesto, cestista argentina
- 22 aprile - Sinan Bakış, calciatore turco
- 22 aprile - Jadrian Clark, giocatore di football americano statunitense
- 22 aprile - Federica Clerici, calciatrice italiana
- 22 aprile - Lorenzo Doss, giocatore di football americano statunitense
- 22 aprile - Deni Hočko, calciatore montenegrino
- 22 aprile - Quentin Jauregui, ciclista su strada francese
- 22 aprile - Julija Karimova, tiratrice a segno russa
- 22 aprile - Bïrjan Kwl'bekov, calciatore kazako
- 22 aprile - Annie Mitchem, pallavolista statunitense
- 22 aprile - Radosław Murawski, calciatore polacco
- 22 aprile - Aglaia Pezzato, ex nuotatrice italiana
- 22 aprile - Nils Quaschner, ex calciatore tedesco
- 22 aprile - Martín Rabuñal, calciatore uruguaiano
- 22 aprile - Ryan Ramczyk, giocatore di football americano statunitense
- 22 aprile - Zotsara Randriambololona, calciatore malgascio
- 22 aprile - Elandon Roberts, giocatore di football americano statunitense
- 22 aprile - Duncan Robinson, cestista statunitense
- 22 aprile - Mekan Saparow, calciatore turkmeno
- 22 aprile - Nazareno Solís, calciatore argentino
- 22 aprile - Renato Bruno Vieira Gomes, ex calciatore brasiliano
- 22 aprile - Jordan Wilimovsky, nuotatore statunitense
- 22 aprile - Burak Can Yıldızlı, cestista turco
- 23 aprile - Ihlas Bebou, calciatore togolese
- 23 aprile - Giulia De Nardi, pallavolista italiana
- 23 aprile - Alberto Díaz, cestista spagnolo
- 23 aprile - Jozef Gjura, attore albanese
- 23 aprile - Meike Kämper, calciatrice tedesca
- 23 aprile - Valmir Nafiu, calciatore macedone
- 23 aprile - Patrick Olsen, calciatore danese
- 23 aprile - Tatyana Omelçenko, lottatrice ucraina
- 23 aprile - Song Kang, attore sudcoreano
- 23 aprile - Vic Carmen Sonne, attrice danese
- 23 aprile - Lee Stecklein, hockeista su ghiaccio statunitense
- 24 aprile - Haris Delalić, cestista bosniaco
- 24 aprile - Stuart Dutamby, velocista francese
- 24 aprile - Lucas Fernandes, calciatore brasiliano
- 24 aprile - Jordan Fisher, attore, cantante e ballerino statunitense
- 24 aprile - Ereck Flowers, giocatore di football americano statunitense
- 24 aprile - Michalīs Kamperidīs, cestista greco
- 24 aprile - Jacopo Manconi, calciatore italiano
- 24 aprile - Ricardo Morris, calciatore barbadiano
- 24 aprile - Vedat Muriqi, calciatore kosovaro
- 24 aprile - Ismaeel Ryan, calciatore israeliano
- 24 aprile - Daniel Zaar, hockeista su ghiaccio svedese
- 25 aprile - Kader Bamba, calciatore francese
- 25 aprile - Henrique Silva Milagres, calciatore brasiliano
- 25 aprile - Alex Bono, calciatore statunitense
- 25 aprile - Endre Botka, calciatore ungherese
- 25 aprile - Davide Donati, ginnasta italiano
- 25 aprile - Josip Elez, calciatore croato
- 25 aprile - Simone Emmanuello, calciatore italiano
- 25 aprile - Sam Fender, cantautore britannico
- 25 aprile - Jake Forster-Caskey, calciatore inglese
- 25 aprile - Shoval Gozlan, calciatore israeliano
- 25 aprile - Kristopher Horn, bobbista statunitense
- 25 aprile - Elena Il'inych, danzatrice su ghiaccio russa
- 25 aprile - Pa Konate, calciatore svedese
- 25 aprile - Omar McLeod, ostacolista giamaicano
- 25 aprile - Alex Pagnini, velocista e bobbista italiano
- 25 aprile - Nikola Radičević, cestista serbo
- 25 aprile - Maggie Rogers, cantautrice, musicista e produttrice discografica statunitense
- 25 aprile - Brice Samba, calciatore congolese (Repubblica del Congo)
- 25 aprile - Marcel Sobottka, calciatore tedesco
- 25 aprile - Rúben Vezo, calciatore portoghese
- 25 aprile - Jay Wheeler, cantante portoricano
- 25 aprile - Lucas Woudenberg, calciatore olandese
- 25 aprile - Felipe Ferreira, calciatore brasiliano
- 25 aprile - Janek Õiglane, multiplista estone
- 26 aprile - Amin Abu Hawwas, cestista statunitense
- 26 aprile - Leonardo Affede, ex schermidore italiano
- 26 aprile - Elizabeth Campbell, pallavolista statunitense
- 26 aprile - Aljaž Cotman, calciatore sloveno
- 26 aprile - Dion Dawkins, giocatore di football americano statunitense
- 26 aprile - Domenico Ebner, pallamanista italiano
- 26 aprile - Jakub Fulnek, calciatore ceco
- 26 aprile - Lorenzo Gordinho, calciatore sudafricano
- 26 aprile - Marius Grigonis, cestista lituano
- 26 aprile - Nikolaos Iōannidīs, calciatore greco
- 26 aprile - Ahmed Jshak, calciatore comoriano
- 26 aprile - Redouane Kerrouche, calciatore francese
- 26 aprile - Daniil Kvjat, pilota automobilistico russo
- 26 aprile - Jo Lual-Acuil, cestista sudsudanese
- 26 aprile - Mayara Magri, danzatrice brasiliana
- 26 aprile - Odysseas Vlachodīmos, calciatore greco
- 26 aprile - Aleksandr Žigulin, cestista kazako
- 27 aprile - Ahmed Abdulrab, calciatore yemenita
- 27 aprile - Joaquin Buckley, artista marziale misto statunitense
- 27 aprile - Kamalei Correa, giocatore di football americano statunitense
- 27 aprile - Matt Dawson, hockeista su prato australiano
- 27 aprile - Ukeme Eligwe, giocatore di football americano statunitense
- 27 aprile - Anay García, cestista cubana
- 27 aprile - Mélissa Gomes, calciatrice portoghese
- 27 aprile - Robert Hrubý, calciatore ceco
- 27 aprile - Li Yanan, judoka cinese
- 27 aprile - Dominik Liechti, giocatore di football americano svizzero
- 27 aprile - Ryōsuke Maeda, calciatore giapponese
- 27 aprile - Maracás, calciatore brasiliano
- 27 aprile - Nacho Monsalve, calciatore spagnolo
- 27 aprile - Priscila Navarro, pianista peruviana
- 27 aprile - Tyler Pasher, calciatore canadese
- 27 aprile - Chilla, rapper svizzera
- 27 aprile - Bastián San Juan, calciatore cileno
- 27 aprile - Corey Seager, giocatore di baseball statunitense
- 27 aprile - Willy Semedo, calciatore francese
- 27 aprile - Oleksandr Vasyl'jev, calciatore ucraino
- 27 aprile - Stéfano Yuri, calciatore brasiliano
- 28 aprile - Rajwa Al Saif, principessa saudita
- 28 aprile - Jesse van Bezooijen, ex calciatore olandese
- 28 aprile - Corrado Bianconi, cestista italiano
- 28 aprile - Izzy Bizu, cantautrice britannica
- 28 aprile - Alexandra Burghardt, velocista e bobbista tedesca
- 28 aprile - Andrijana Cvitković, cestista croata
- 28 aprile - Miloš Degenek, calciatore australiano
- 28 aprile - Thomas Gilman, lottatore statunitense
- 28 aprile - Cansu Köksal, cestista turca
- 28 aprile - Melissa Lawley, calciatrice inglese
- 28 aprile - Darius Lewis, giocatore di football americano statunitense
- 28 aprile - Earvin Morris, cestista statunitense
- 28 aprile - Carlotta Moscia, calciatrice italiana
- 28 aprile - Cvetelina Najdenova, ginnasta bulgara
- 28 aprile - Mikaela Neaze Silva, personaggio televisivo, ballerina e attrice italiana
- 28 aprile - Thales Oleques, calciatore brasiliano
- 28 aprile - Paolo Persoglia, judoka sammarinese
- 28 aprile - Lívia Pillmann, modella e attrice ungherese
- 28 aprile - Claudio Pombo, calciatore argentino
- 28 aprile - Stefan Schimmer, calciatore tedesco
- 28 aprile - Mina Tanaka, calciatrice giapponese
- 28 aprile - Uilson, ex calciatore brasiliano
- 28 aprile - Floriano Vanzo, ex calciatore belga
- 28 aprile - Jomal Williams, calciatore trinidadiano
- 29 aprile - Gustavo Almada, calciatore boliviano
- 29 aprile - Valériane Ayayi, cestista francese
- 29 aprile - Gregor Bajde, calciatore sloveno
- 29 aprile - Zachary Wentz, wrestler statunitense
- 29 aprile - Thomas Di Pauli, ex hockeista su ghiaccio italiano
- 29 aprile - Júlio Ferreira, taekwondoka portoghese
- 29 aprile - Michael Gunning, nuotatore giamaicano
- 29 aprile - Ollie, cantante finlandese
- 29 aprile - Dominik Koepfer, tennista tedesco
- 29 aprile - Stephen Milne, ex nuotatore britannico
- 29 aprile - Camilla Neriotti, pallavolista italiana
- 29 aprile - Valerie Nichol, pallavolista statunitense
- 29 aprile - Casper Nielsen, calciatore danese
- 29 aprile - Xavier Rathan-Mayes, cestista canadese
- 29 aprile - Ken Roczen, pilota motociclistico tedesco
- 29 aprile - Marcelino Sambé, ballerino portoghese
- 29 aprile - Madeline Schaffrick, snowboarder statunitense
- 29 aprile - Antwan Tolhoek, ciclista su strada olandese
- 29 aprile - Leandro Zazpe, calciatore uruguaiano
- 29 aprile - Ekain Zenitagoia, calciatore spagnolo
- 30 aprile - Sondre Bjørshol, calciatore norvegese
- 30 aprile - Giuliano Cattaneo, ex giocatore di football americano statunitense
- 30 aprile - André Göransson, tennista svedese
- 30 aprile - Chae Seo-jin, attrice sudcoreana
- 30 aprile - Simon Kühne, calciatore liechtensteinese
- 30 aprile - Jakub Mareczko, ciclista su strada italiano
- 30 aprile - Luigi Randazzo, pallavolista italiano
- 30 aprile - Trent Taylor, giocatore di football americano statunitense
- 30 aprile - Robert Tonyan, giocatore di football americano statunitense
- 30 aprile - Morgan Tuck, ex cestista statunitense
- 30 aprile - Emiliano Velázquez, calciatore uruguaiano
- 30 aprile - Wang Yafan, tennista cinese
- 30 aprile - Olivia Époupa, cestista francese